# Bruna Costacurta
Bruna Costacurta (Roma, 1946) è una biblista e teologa italiana, professore emerito di Teologia biblica della Pontificia Università Gregoriana di Roma.

## Biografia
Dopo aver conseguito il baccellierato in Filosofia e in Teologia presso la Pontificia Università Gregoriana e la licenza e il dottorato in Scienze bibliche presso il Pontificio Istituto Biblico (difendendo la tesi, poi pubblicata, dal titolo La vita minacciata. Il tema della paura nella Bibbia Ebraica, relatore p. Maurice Gilbert, sj; secondo relatore, p. Luis Alonso Schökel, sj), ha insegnato per quarant'anni alla Gregoriana, dapprima presso l’Istituto di Scienze religiose e in seguito, rispettivamente, presso le Facoltà di Psicologia, di Spiritualità e infine di Teologia. Pioniera negli studi biblico-teologici femminili, è stata membro del Consiglio di Presidenza dell'Associazione Biblica Italiana, di cui tuttora è socia, e del Gruppo Nazionale di Coordinamento del Settore Apostolato Biblico della CEI; dal 2014 fa parte della Pontificia Commissione Biblica. 
Nelle lezioni e nei molti contributi ha approfondito il rapporto tra esegesi “scientifica” e teologia, e ha riflettuto sulla dialettica tra le esigenze tecniche dello studio storico-critico della Bibbia e la necessità dell’interpretazione credente. Numerose le pubblicazioni accademiche, frutto della sua attività di ricerca e di insegnamento, e le relazioni di conferenze sia in Italia che all'estero.

## Opere principali
- La vita minacciata. Il tema della paura nella Bibbia Ebraica, Roma 1988
- Con la cetra e con la fionda. L'ascesa di Davide verso il trono, Bologna 2003
- Il laccio spezzato. Studio del Salmo 124, Bologna 2002
- Lo scettro e la spada. Davide diventa re (2Sam 2-12), Bologna 2006
- Il fuoco e l'acqua. Riflessioni bibliche sul profeta Elia, Roma 2009
- "Lascia andare il mio popolo". Riflessioni bibliche sul cammino dell'Esodo, Roma 2014